# Cri d'angoisse
Pour plus de détails, voir Fiche technique et Distribution.
Cri d'angoisse (Subway in the Sky) est un film britannique en noir et blanc réalisé par Muriel Box, sorti en 1960

## Synopsis
Dans le Berlin occupé, le major Baxter Grant, officier du service médical américain, est poursuivi par la police. On l’accuse de trafic de drogue et du meurtre d’un officier américain. Il cherche refuge dans son ancien appartement. Mais celui-ci est occupé par Lilli, vedette de music-hall. Le major tente de la persuader de son innocence.

## Fiche technique
- Réalisation : Muriel Box
- Scénario : Jack Andrews, Ian Main d'après le livre de Bruce Birch
- Images : Wilkie Cooper
- Musique : Mario Nascimbene
- Assistant réalisateur : Jimmy Komisarjevsky
- Montage : Jean Barker
- Producteur : Sydney Box
- Société de production : Orbit Films
- Société de distribution : British Lion Films
- Pays de production :  Royaume-Uni
- Langue d'origine : anglais britannique
- Format : noir et blanc — 35 mm — son : mono (Westrex Recording System)
- Genre : thriller, drame
- Durée : 87 minutes
- Dates de sortie :
  - États-Unis : 22 février 1959
  - France : 24 avril 1960

## Distribution
- Van Johnson : Major Baxter Grant
- Hildegard Knef : Lilli
- Albert Lieven : Carl
- Katherine Kath : Anna Grant
- Cec Linder : Carson
- Vivian Matalon : Stefan Grant
- Carl Jaffe (en) : détective German
- Chuck Keyser : sergent Harwell